# Coronation Airport
Coronation Airport är en flygplats i Kanada. Den ligger i den centrala delen av landet, 2 700 km väster om huvudstaden Ottawa. Coronation Airport ligger 790 meter över havet.
Terrängen runt Coronation Airport är platt, och sluttar österut. Trakten runt Coronation Airport är nära nog obefolkad, med mindre än två invånare per kvadratkilometer.. Närmaste större samhälle är Coronation, 1,0 km norr om Coronation Airport. 
Trakten runt Coronation Airport består i huvudsak av gräsmarker.